# 전력량
전력량(電力量, 영어: electrical energy)은 일정한 시간 동안에 사용한 전력의 양을 말한다. 단위는 Wh(와트시)를 사용한다. 단위는 주로 시간에 대한 전력 사용량을 나타내는 Wh(와트시)를 쓰고 전력량이 많을 때는 Wh의 1,000배인 kWh를 사용한다. 1kWh는 1kW 소비전력을 가진 전기제품을 1시간 동안 사용했을 때의 전력량을 말한다.
{\displaystyle 1~{\rm {{W}=1~{\dfrac {\rm {J}}{\rm {s}}}=1~{\dfrac {\rm {N\cdot m}}{\rm {s}}}=1~{\dfrac {\rm {{kg}\cdot {\rm {m^{2}}}}}{\rm {s^{3}}}}=\mathrm {1~V\cdot 1~A} }}}
1W * 3,600s = 1J/s * 3,600s = 3,600J = 1Wh
W(와트)는 1초 동안 1J(줄)의 일을 하는 일률의 단위고, 여기에 3,600초(1시간)를 곱한 것이 전력량 와트시(Wh)이다.

## 같이 보기
- 전기 요금
- 소비 전력
- 전기적 위치 에너지